# Таукешева Тетяна Дмитрівна
Таукешева Тетяна Дмитрівна (9 серпня 1949, с. Лєонідово, Поронайський район Сахалінської області, РРФСР) — заступник Харківського міського голови (з 2003), директор департаменту бюджету й фінансів Харківської міської ради, Президент асоціації фінансистів України, Заслужений економіст України (2003),  Почесний громадянин Харкова (2010).

## Біографія
Народилася 9 серпня 1949 у с. Лєонідово Паранайського району Сахалінської області, РРФСР.
Закінчила Московський фінансово-економічний технікум (1969),  Всесоюзний заочний фінансово-економічний інститут за фахом «фінанси й кредит» (1974), Вищу школу міжнародного бізнесу при Харківському державному університеті імені О. М. Горького (1994).
У 1966 розпочала свою трудову діяльність на Кореневьскому консервному заводі (Курська область) .
У 1967–1970 працювала діловодом-машиністом, інспектором з бюджету фінансового відділу виконавчого комітету Кореневської районної ради.
З 1970  мешкає у м. Харкові.
Протягом 1970-1977 займала посади інспектора з бюджету, старшого інспектора з бюджету, старшого економіста з бюджету фінансового відділу виконкому Комінтернівської районної ради міста Харкова.
У 1977–1993 працювала старшим економістом з бюджету, начальником бюджетного відділу – заступником завідувача Харківського міськфінвідділу.
З 1994 по 2003 обіймала посаду начальника головного управління бюджету й фінансів – начальника фінансового управління виконкому Харківської міської ради народних депутатів.
У 2003-2006 — заступник Харківського міського голови з питань діяльності виконавчих органів ради – начальник Головного управління бюджету й фінансів.
З 1996 – Президент Всеукраїнської громадської організації «Асоціація фінансистів України».
Кандидат економічних наук (2001), доцент кафедри міської й регіональної економіки Харківської національної академії міського господарства (2004).
Викладає дисципліну “Фінанси підприємств“ у Харківській національній академії міського господарства.
З 2006 по теперішній час – заступник Харківського міського голови – директор Департаменту бюджету й фінансів міської ради.

## Відзнаки та нагороди
- Заслужений економіст України (2003)[2].
- Почесний громадянин міста Харкова (2010) за професіоналізм, вагомий внесок у розвиток м. Харкова[3][4]
- Лауреат Всеукраїнського конкурсу «Ділова людина року», регіонального рейтингу «Харків'янин року» (2001, 2003, 2004, 2005, 2007, 2008, 2009).
- Почесні грамоти Міністерства фінансів України.
- Почесна грамота Харківської міської ради (2007)[5]
- Почесний знак Харківського міського голови «За старанність. 350 років заснування Харкова. 1654-2004»[6]
- Почесна грамота і відзнака Асоціації міст України (2009).